# (294600) Abedinabedin
(294600) Abedinabedin est un astéroïde de la ceinture principale.

## Description
(294600) Abedinabedin est un astéroïde de la ceinture principale. Il fut découvert le 7 janvier 2008 à l'observatoire de Lulin par Ye Quan-Zhi et Chi-Sheng Lin. Il présente une orbite caractérisée par un demi-grand axe de 3,10 UA, une excentricité de 0,19 et une inclinaison de 18,8° par rapport à l'écliptique.

## Compléments